# Балимово
Балимово (рос. Балымово) — присілок у Брасовському районі Брянської області Росії. Входить до складу муніципального утворення Добриковське сільське поселення.
Населення — 8 осіб.
Розташоване за 5 км на північний схід від села Добрик.

## Історія
Розташоване на території Сіверщини.
Згадується з XVII століття, спочатку — в складі Самовської волості Карачевского повіту. У 1778-1782 рр. входила до Луганського повіту Орловського намісництва.
З 1782 по 1928 рр. у складі Дмитрівськомго повіту Орловської губернії (з 1861 — у складі Хотіївської волості, з 1923 Глоднівської волості).
У XIX столітті — володіння Карташова, Суходонових, Александрових і інших (сільце). Належало до парафії села Кретово.
З 1929 року в складі Брасовського району. З 1920-х рр. до 2005 року — у складі Хотіївської сільради.

## Населення
За найновішими даними, населення — 8 осіб (2013).
У минулому чисельність мешканців була такою:
| Роки      | 1858 | 1866 | 1893 | 1926 | 1979 | 1989 | 2002 | 2010 |
| --------- | ---- | ---- | ---- | ---- | ---- | ---- | ---- | ---- |
| Населення | 337  | 364  | 438  | 522  | 125  | 60   | 25   | 6    |